# Cyanea humboldtiana
Cyanea humboldtiana är en klockväxtart som först beskrevs av Charles Gaudichaud-Beaupré, och fick sitt nu gällande namn av Lammers, Givnish och Kenneth J. Sytsma. Cyanea humboldtiana ingår i släktet Cyanea, och familjen klockväxter. Inga underarter finns listade i Catalogue of Life.